# 天声社
株式会社天声社(てんせいしゃ)は、日本の出版社。宗教法人大本が運営する。

## 所在地
- 本社

〒621-0815 京都府亀岡市古世町北古世82−3

## 沿革
1909年 - 大本本部内出版局として発足。

## 主な発行物
- 出口王仁三郎『霊界物語』
- 『大本神諭』

etc.